# 唐方雷
唐方雷（1904年—2005年2月9日），原名唐永先，曾用名徐荣，男，汉族，四川安岳人，中华人民共和国政治人物。

## 生平

### 第一次国共内战
1926年，考入上海大同大学读书。1927年4月，考入武汉中央军校（黄埔军校第五期学员），同年7月随叶挺、贺龙部队参加南昌起事，12月11日参加张太雷、叶剑英领导的广州起义，战役后被捕入狱，1928年底，经上海地下党营救出狱。1929年秋，到北平打人西苑阎锡山保安旅做兵运工作。1931年12月，在太原组织一团兵变投奔红25军时，被告密失败，随即返回北平。1932年，在大桥宣传抗日时被捕，关进北平反省院监狱。1936年，经中共地下党组织营救出狱后，在北平做地下军委工作。

### 抗日战争
1937年3月，到山西牺盟会组训会任工作员、指导员，洪赵牺盟中心区霍县县长。1938年3月，任六专区保安旅政治部主任，同年秋调任决死二纵队政治部副主任。1939年8月，任洪赵牺盟中心区武装部部长、霍县县长、山西新军保安旅政治主任、山西新军决死队二纵队政治副主任，196旅政治部主任，12月晋西事变任前敌总指挥。1940年，调太行山北方局任秘书科科长，担任彭德怀秘书。1942年，冬开辟太岳区游击根据地，任二地委组织部部长兼晋南县委书记、大队政委。1944年6月至1945年4月，担任中共晋南沁阳县委书记。

### 第二次国共内战
1945年8月，任中共太岳区第四地委副书记兼社会部部长。1947年9月，任中共豫西一地委书记兼军分区政委，配合三十八军孔从周军长作战两年多。1949年，任中共安康地委书记兼安康军分区政委和军管会副主任，进行土地改革工作。

### 共和国成立后
1953年，任陕西省委农村工作部部长。1960年8月至1963年10月，任中共西安市委书记处书记兼副市长。1964年，任陕西武功科研中心主任，同年秋任黄河中游水土保持委员会副主任。文化大革命期间，因卷入六十一人叛徒集团案受到迫害。1979年，平反返回北京，后任全国政协五届委员会委员。1986年离职休养。2005年2月9日，在北京逝世。